# Klankinventaris van het Nederlands
Het Standaardnederlands kent ongeveer 40 verschillende fonemen. De Nederlandse klankinventaris is daarmee middelgroot en bestaat uit medeklinkers, affricaten, halfklinkers, klinkers en tweeklanken. Hieronder volgt een overzicht, met, waar dat nodig is, een korte aanduiding van gevallen waarover discussie bestaat.

## Medeklinkers
Het Standaardnederlands beschikt over de onderstaande medeklinkers of consonanten. Waar twee tekens naast elkaar staan, geeft de linker de stemloze, de rechter de stemhebbende variant weer. De tekens zijn de onder taalkundigen gebruikelijke fonetische IPA- en SAMPA-notatie.
| stemloos    | IPA | SAMPA |                        | stemhebbend | IPA | SAMPA |
| pot         | [p] | p     | bot                    | [b]         | b   |       |
| tam         | [t] | t     | dam                    | [d]         | d   |       |
| kar         | [k] | k     | garçon of franse 'gue' | [ɡ]         | g   |       |
| fiets       | [f] | f     | vier                   | [v]         | v   |       |
| samen       | [s] | s     | zaad                   | [z]         | z   |       |
| chef, sjaal | [ʃ] | S     | journaal               | [ʒ]         | Z   |       |
| chaos, lach | [x] | x     | gat                    | [ɣ]         | G   |       |
|             |     |       | hand                   | [ɦ]         | h\  |       |
|             |     |       | la                     | [l]         | l   |       |
|             |     |       | rij                    | [r] of [ʀ]  | r   |       |
|             |     |       | maan                   | [m]         | m   |       |
|             |     |       | na                     | [n]         | n   |       |
|             |     |       | slang                  | [ŋ]         | N   |       |
|             |     |       | jas                    | [j]         | j   |       |
|             |     |       | wie                    | [ʋ]         | v\  |       |

### Uitspraak van r
De uitspraak van het foneem /r/ verschilt veel per gebied en kan ook voor individuele sprekers verschillend zijn. Over het algemeen komen de volgende varianten voor:
- [r]? (alveolaire tril) of [ɾ]? (alveolaire tap) - Dit is historisch de oorspronkelijke uitspraak, en wordt als standaard gezien.
- [ɹ]? (alveolaire approximant) - Deze uitspraak komt enkel voor na een klinker, meestal bij sprekers die de alveolaire tril (bovenstaand) in andere gevallen gebruiken.
- [ə]? (mid centrale klinker) - Een variant van de alveolaire approximant waarbij de articulatie zodanig is verzwakt dat de uitspraak een klinker is geworden.
- [ʀ]? (uvulaire tril) of [ʁ]? (stemhebbende uvulaire wrijfklank) - Deze uitspraak is kenmerkend voor het zuiden en zuidoosten, maar is ook algemeen in Den Haag.
- [ɐ]? (bijna-open centrale klinker) - Deze uitspraak komt enkel voor na een klinker, voornamelijk in het Haags en in het zuidoosten (Limburg), en komt tevens in de aangrenzende Duitse dialecten voor.

### Stemassimilatie
De medeklinkers in het Nederlands ondergaan doorgaans regressieve stemassimilatie. Dat wil zeggen dat een stemloze medeklinker onder invloed van een daaropvolgende stemhebbende medeklinker vaak zelf ook stemhebbend wordt. Worden bijvoorbeeld de woorden 'zak' en 'doek' gecombineerd in de samenstelling 'zakdoek', dan assimileert de stemloze /k/ van 'zak' aan de stemhebbende /d/ van 'doek' waardoor de uitspraak [ˈzɑgduk] wordt. Progressieve stemassimilatie komt ook voor, dat wil zeggen dat een stemhebbende medeklinker onder invloed van een voorafgaande stemloze medeklinker juist ook stemloos wordt. Of assimilatie progressief of regressief is, wordt bepaald door de sonoriteitsschaal: medeklinkers met meer sonoriteit worden geassimileerd aan medeklinkers die minder sonoor zijn.

### Eindklankverscherping
De medeklinkers in het Nederlands ondergaan eindklankverscherping, een proces dat stemhebbende medeklinkers aan het einde van een woord of woorddeel stemloos maakt, waardoor stemhebbendheid daar geen fonematisch onderscheid meer geeft: de woorden 'wand' en 'want' bijvoorbeeld worden gelijk uitgesproken. In het geval van zelfstandige naamwoorden is aan de meervouden te horen of het woordeinde stemhebbend of stemloos moet worden geschreven (wanden tegenover wanten).
Regressieve assimilatie kan dit effect overigens weer ongedaan maken, waardoor de stemloze medeklinker in samenstellingen of door sandhi toch weer stemhebbend wordt: leesbril met [zb]. Evenwel kan ook progressieve assimilatie optreden, waardoor de stemloosheid van de eindklinker wordt doorgegeven aan de beginklinker van het volgende woord of woorddeel: handvat met [tf]. Dit effect kan soms onderscheid geven in uitspraak waar de spelling die niet weergeeft. In weggelopen is de uitspraak [x] omdat het woord begint met het onafhankelijke woorddeel weg met als eindklank [x] (door verscherping), waardoor de [ɣ] van het volgende woord door assimilatie eveneens stemloos wordt. In weggetje is de uitspraak echter gewoon [ɣ], omdat hier geen scheiding van woorddelen is.

## Affricaten
De vraag of het Nederlands affricaten kent, wordt niet door alle taalkundigen op dezelfde manier beantwoord. Sommigen beschouwen de volgende klankseries als opeenvolgingen van medeklinkers, anderen zien ze als affricaten.
| stemloos | IPA  | SAMPA |      | stemhebbend | IPA | SAMPA |
| tsjonge  | [tʃ] | tS    | jazz | [dʒ]        | dZ  |       |
| tsaar    | [ts] | ts    |      |             |     |       |

## Klinkers
De Standaardnederlandse klinkers of vocalen worden doorgaans opgesplitst in lange en korte varianten. Daar ongespannen klinkers zeer zelden in een open lettergreep voorkomen, worden ze ook wel gedekt (afgesloten door een medeklinker) genoemd, als tegengesteld aan de ongedekte gespannen klinkers, die wel frequent aan het einde van een lettergreep voorkomen.
Waar in het onderstaande overzicht twee klinkers naast elkaar staan, is de linker de ongespannen, de rechter de gespannen variant.
| ongespannen | IPA | SAMPA |      | gespannen | IPA | SAMPA |
| kat         | [ɑ] | A     | kaas | [aː]      | a:  |       |
| pet         | [ɛ] | E     | pees | [eː]      | e:  |       |
| pit         | [ɪ] | I     | Piet | [i]       | i   |       |
| op          | [ɔ] | O     | hoop | [oː]      | o:  |       |
| put         | [ʏ] | Y     | fuut | [y]       | y   |       |
|             |     |       | reus | [øː]      | 2:  |       |
|             |     |       | boek | [u]       | u   |       |
| spade       | [ə] | @     |      |           |     |       |

In het westen en noorden van Nederland worden in plaats van de lange halfopen klinkers vaak ietwat sluitende tweeklanken gerealiseerd: [eɪ], [øʏ], [oʊ].
In leenwoorden komen daarnaast nog voor:
| klinker    | IPA  | SAMPA |
| ---------- | ---- | ----- |
| scène      | [ɛː] | E:    |
| freule     | [œː] | 9:    |
| analyse    | [iː] | i:    |
| centrifuge | [yː] | y:    |
| zone       | [ɔː] | O:    |
| blues      | [uː] | u:    |

Voor /r/ wordt de uitspraak van een aantal klinkers enigszins veranderd (bijvoorbeeld oor): 
door verlenging of diftongering en verhogen of verlagen van de articulatieplaats:
- [ir]? > [iːr]? of [iər]?, zoals bij 'dier'
- [yr]? > [yːr]? of [yər]?, zoals bij 'huur'
- [ur]? > [uːr]? of [uər]?, zoals bij 'boer'
- [eːr]? > [ɪːr]? of [ɪər]?, zoals bij 'meer'
- [øːr]? > [ʏːr]? of [ʏər]?, zoals bij 'deur'
- [oːr]? > [ʊːr]? of [ʊər]?, zoals bij 'koor'

Ook voor /l/ treden bij sommige sprekers dergelijke veranderingen op. Respectievelijk: als in: 'wiel' - 'molecuul' - 'voel' - 'heel' - 'peul' - 'kool'

## Tweeklanken
Tweeklanken of diftongen zijn sterk dynamische klankreeksen, die beginnen in de articulatiepositie van een klinker. De articulatoren blijven echter niet in die positie, maar verschuiven tijdens het uitspreken naar de articulatiepositie van een andere klinker.
Het Nederlands kent de volgende tweeklanken:
| klinker | IPA  | SAMPA |
| ------- | ---- | ----- |
| tijd    | [ɛi] | Ei    |
| huis    | [œy] | 9y    |
| koud    | [ʌu] | Vu    |

In het zuiden (voornamelijk België) worden de tweeklanken anders gerealiseerd, namelijk meestal als eenklanken: [ɛː], [œː], [ɔː]. In Den Haag komt deze uitspraak eveneens voor, maar wordt de laatste eveneens een eenklank, namelijk [ʌː].
Voorts is het niet volkomen overbodig om te vermelden dat het Belgisch Standaardnederlands voorschrijft dat zowel de "au", zoals in "kauwen", en de "ou", zoals in "bouwen", beide worden uitgesproken als [ɔˑu].
Daarnaast komen nog de volgende tweeklanken voor. Deze zijn zeldzaam en komen slechts in een beperkt aantal woorden voor, voornamelijk leenwoorden.
| klinker | IPA  | SAMPA |
| ------- | ---- | ----- |
| detail  | [ɑi] | Ai    |
| hoi     | [ɔi] | Oi    |

Verder komen nog de volgende 'oneigenlijke tweeklanken' voor. Dit zijn in de onderliggende fonematische structuur eigenlijk eenklanken gevolgd door [j] of [ʋ], maar zijn in uitspraak samengesmolten zodat ze als tweeklank gerealiseerd worden.
| klinker  | IPA   | SAMPA |
| -------- | ----- | ----- |
| haai     | [aːi] | a:i   |
| leeuw    | [eːu] | e:u   |
| nieuw    | [iu]  | iu    |
| mooi     | [oːi] | o:i   |
| moeilijk | [ui]  | ui    |

## Bijkomende notaties
Omdat sommige woorden nadere onderscheiding behoeven worden bij sommige letters diakritische tekens gebruikt:
- De tilde ~ boven klanken die nasaal worden uitgesproken: voorbeeld Franse 'dans' [dɑ̃]?.
- Soms worden een h-achtige naklank geaspireerd, bijvoorbeeld de Engelse uitspraak van cup en tab, met geaspireerde beginklanken: dan voegt men een ʰ achter de geaspireerde letter: [kʰʌp]? of [tʰɛb]?.